# Marco Tardelli
Marco Tardelli (nascut el 24 de setembre de 1954) és un exfutbolista italià, i posteriorment entrenador de futbol. A nivell de clubs, va jugar com a migcampista defensiu per diversos clubs italians.